# Serie A Femenina Amateur de Ecuador 2020
El Campeonato Ecuatoriano de Fútbol Femenino 2020, llamado oficialmente Liga de Fútbol Amateur Femenina Serie A 2020 es la 7.°  edición de la Serie A Femenina Amateur del fútbol ecuatoriano, organizada enteramente en 2021 debido a la pandemia del covid en Ecuador, con el objetivo de definir los 2 equipos ascendidos a la Súperliga  Femenina 2021. El torneo es organizado por la Comisión Nacional de Fútbol Aficionado, anexa a la Federación Ecuatoriana de Fútbol.

## Sistema de competición

###### Primera Etapa
Los 16 equipos participantes se dividieron en 4 grupos de 4 equipos cada uno, jugando bajo el sistema de todos contra todos en partidos de ida. Los 2 mejores ubicados de cada grupo clasificaron a la segunda etapa, los 2 peores de cada grupo desciende al Torneo Clausura de la Serie B 2021.

###### Segunda Etapa
Los 8 equipos clasificados de la etapa anterior se dividieron en 2 grupos de 4 equipos de cada uno, jugando bajo el sistema de todos contra todos en partidos de ida. Los 2 mejores ubicados de cada grupo clasificaron a la tercera etapa.

###### Tercera Etapa
Los 4 equipos clasificados de la etapa anterior se enfrentaron , jugando bajo el sistema de todos contra todos en partidos de ida. 
El Campeón y Subcampeón del torneo clasifica a la Súperliga Femenina de Ecuador 2021.

## Equipos participantes

### Relevo anual de clubes
| Pos. | Descendidos a la Serie B               |
| ---- | -------------------------------------- |
| 3.°  | Nuevas Estrellas (Peor Tercero)        |
| 3.°  | Pereira (Segundo Peor Tercero)         |
| 4.°  | Talleres Emanuel (Último del Grupo A ) |
| 4.°  | Japan Auto (Último del Grupo B )       |
| 4.°  | Star Club (Último del Grupo C )        |
| 4.°  | Deportivo Coca (Último del Grupo D)    |

| Pos. | Descendidos de la Superliga Femenina |
| ---- | ------------------------------------ |
| 9.°  | Fuerza Amarilla (Zona Sur)           |
| 10.° | Delfín (Zona Sur)                    |
| 11.° | Mushuc Runa (Zona Sur)               |
| 9.°  | Espuce (Zona Norte)                  |
| 10.° | Universidad Católica (Zona Norte)    |
| 11.° | Aucas (Zona Norte)                   |

| Pos. | Ascendidos a la Serie A                        |
| ---- | ---------------------------------------------- |
| 1.°  | Sport JC (Campeón de la Serie B)               |
| 2.°  | Atlético Fluminense (Subcampeón de la Serie B) |
| 3.°  | Antonio Valencia (Tercer Puesto de la Serie B) |

| Pos. | Ascendidos a la Superliga Femenina         |
| ---- | ------------------------------------------ |
| 1.°  | LDJ Macas (Campeón de la Serie A)          |
| 2.°  | San Miguel (Subcampeón de la Serie A)      |
| 3.°  | 7 de Febrero (Tercer Puesto de la Serie A) |

### Información de los equipos
| Equipo                             | Ciudad                                                                          | Provincia                      |
| ---------------------------------- | ------------------------------------------------------------------------------- | ------------------------------ |
| Alianza                            | Guayaquil                                                                       | Guayas                         |
| Antonio Valencia                   | El Carmen                                                                       | Manabí                         |
| Atlético Fluminense                | [[Archivo:\|20x20px\|border\|Bandera de Babahoyo]] Babahoyo                     | Los Ríos                       |
| Aucas                              | Quito                                                                           | Bandera de Pichincha Pichincha |
| Cumandá                            | [[Archivo:\|20x20px\|border\|Bandera de Puyo]] Puyo                             | Pastaza                        |
| Delfín                             | [[Archivo:\|20x20px\|border\|Bandera de Manta]] Manta                           | Manabí                         |
| Espuce                             | Quito                                                                           | Bandera de Pichincha Pichincha |
| Fuerza Amarilla                    | Machala                                                                         | El Oro                         |
| J Tsachila                         | [[Archivo:\|20x20px\|border\|Bandera de Santo Domingo (Ecuador)]] Santo Domingo | Santo Domingo de los Tsáchilas |
| Las Palmas                         | [[Archivo:\|20x20px\|border\|Bandera de Santo Domingo (Ecuador)]] Santo Domingo | Santo Domingo de los Tsáchilas |
| Los Chavales                       | Quevedo                                                                         | Los Ríos                       |
| Mushuc Runa                        | Ambato                                                                          | Tungurahua                     |
| Ñusta                              | Cuenca                                                                          | Azuay                          |
| Archivo:SPORT JC FLAG.png Sport Jc | Quito                                                                           | Bandera de Pichincha Pichincha |
| Unión Española                     | Guayaquil                                                                       | Guayas                         |
| Universidad Católica               | Quito                                                                           | Bandera de Pichincha Pichincha |

### Equipos por ubicación geográfica
| Provincia                      | N.º | Equipos                                            |
| ------------------------------ | --- | -------------------------------------------------- |
| Bandera de Pichincha Pichincha | 4   | - Aucas - Espuce - Sport Jc - Universidad Católica |
| Guayas                         | 2   | - Alianza - Unión Española                         |
| Manabí                         | 2   | - Delfín - Antonio Valencia                        |
| Santo Domingo de los Tsáchilas | 2   | - J Tsachila - Las Palmas                          |
| Los Ríos                       | 2   | - Atlético Fluminense - Los Chavales               |
| Azuay                          | 1   | - Ñusta                                            |
| El Oro                         | 1   | - Fuerza Amarilla                                  |
| Pastaza                        | 1   | - Cumandá                                          |
| Tungurahua                     | 1   | - Mushuc Runa                                      |

| Cumandá Aucas Espuce Sport Jc Universidad Católica Los Chavales Alianza Unión Española Fuerza Amarilla Ñusta J Tsachila Las Palmas Antonio Valencia Atlético Fluminense Delfín Mushuc Runa |

## Primera Etapa

#### Grupo A

##### Clasificación
| Pos. | Equipo           | Pts. | PJ | G | E | P | GF | GC | Dif. |  |
| ---- | ---------------- | ---- | -- | - | - | - | -- | -- | ---- |  |
| 1    | Ñusta            | 6    | 2  | 2 | 0 | 0 | 12 | 2  | +10  |  |
| 2    | Antonio Valencia | 3    | 2  | 1 | 0 | 1 | 7  | 6  | +1   |  |
| 3    | Fuerza Amarilla  | 0    | 2  | 0 | 0 | 2 | 3  | 14 | −11  |  |
| 4    | Los Chavales     | 0    | 0  | 0 | 0 | 0 | 0  | 0  | 0    |  |

Actualizado a los partidos jugados el 14 de febrero de 2021.
 Fuente: CONFA
Notas:
1. ↑  Los Chavales fue sancionado por la CONFA por no inscribir a sus jugadoras y cuerpo técnico en el Sistema COMET[1]

|  | Clasificados a la Segunda Etapa. |
|  | Sancionado.                      |

##### Evolución de la clasificación
| Equipo / Fecha   | 01 | 02 | 03 |
| ---------------- | -- | -- | -- |
| Ñusta            | 2  | 1  | 1  |
| Antonio Valencia | 1  | 2  | 2  |
| Fuerza Amarilla  | 3  | 3  | 3  |
| Los Chavales     | 4  | 4  | 4  |

##### Resultados
| Fecha 1          | Fecha 1   | Fecha 1         | Fecha 1   | Fecha 1       | Fecha 1 | Fecha 1   |
| Local            | Resultado | Visitante       | Estadio   | Fecha         | Hora    | TV        |
| ---------------- | --------- | --------------- | --------- | ------------- | ------- | --------- |
| Antonio Valencia | 5 - 3     | Fuerza Amarilla | Cazhapata | 12 de febrero | 15:30   | Tu Cancha |
| Libre:           | Libre:    | Ñusta           | Ñusta     | Ñusta         | Ñusta   | Ñusta     |

| Fecha 2 | Fecha 2   | Fecha 2          | Fecha 2                   | Fecha 2          | Fecha 2          | Fecha 2          |
| Local   | Resultado | Visitante        | Estadio                   | Fecha            | Hora             | TV               |
| ------- | --------- | ---------------- | ------------------------- | ---------------- | ---------------- | ---------------- |
| Ñusta   | 9 - 0     | Fuerza Amarilla  | Alejandro Serrano Aguilar | 13 de febrero    | 13:00            | Tu Cancha        |
| Libre:  | Libre:    | Antonio Valencia | Antonio Valencia          | Antonio Valencia | Antonio Valencia | Antonio Valencia |

| Fecha 3 | Fecha 3   | Fecha 3          | Fecha 3                   | Fecha 3         | Fecha 3         | Fecha 3         |
| Local   | Resultado | Visitante        | Estadio                   | Fecha           | Hora            | TV              |
| ------- | --------- | ---------------- | ------------------------- | --------------- | --------------- | --------------- |
| Ñusta   | 3 - 2     | Antonio Valencia | Alejandro Serrano Aguilar | 14 de febrero   | 11:00           | Tu Cancha       |
| Libre:  | Libre:    | Fuerza Amarilla  | Fuerza Amarilla           | Fuerza Amarilla | Fuerza Amarilla | Fuerza Amarilla |

#### Grupo B

##### Clasificación
| Pos. | Equipo              | Pts. | PJ | G | E | P | GF | GC | Dif. |  |
| ---- | ------------------- | ---- | -- | - | - | - | -- | -- | ---- |  |
| 1    | Delfín              | 9    | 3  | 3 | 0 | 0 | 11 | 5  | +6   |  |
| 2    | Alianza             | 3    | 3  | 1 | 0 | 2 | 6  | 7  | −1   |  |
| 3    | Atlético Fluminense | 3    | 3  | 1 | 0 | 2 | 2  | 4  | −2   |  |
| 4    | Unión Española      | 3    | 3  | 1 | 0 | 2 | 4  | 7  | −3   |  |

Actualizado a los partidos jugados el 14 de febrero de 2021.
 Fuente: CONFA
|  | Clasificados a la Segunda Etapa. |

##### Evolución de la clasificación
| Equipo / Fecha      | 01 | 02 | 03 |
| ------------------- | -- | -- | -- |
| Delfín              | 1  | 1  | 1  |
| Alianza             | 3  | 2  | 2  |
| Atlético Fluminense | 4  | 4  | 3  |
| Unión Española      | 2  | 3  | 4  |

##### Resultados
| Fecha 1             | Fecha 1   | Fecha 1        | Fecha 1           | Fecha 1       | Fecha 1 | Fecha 1   |
| Local               | Resultado | Visitante      | Estadio           | Fecha         | Hora    | TV        |
| ------------------- | --------- | -------------- | ----------------- | ------------- | ------- | --------- |
| Alianza             | 1 - 2     | Unión Española | Rafael Vera Yépez | 12 de febrero | 12:00   | Tu Cancha |
| Atlético Fluminense | 0 - 2     | Delfín         | Rafael Vera Yépez | 12 de febrero | 15:00   | Tu Cancha |

| Fecha 2             | Fecha 2   | Fecha 2        | Fecha 2           | Fecha 2       | Fecha 2 | Fecha 2   |
| Local               | Resultado | Visitante      | Estadio           | Fecha         | Hora    | TV        |
| ------------------- | --------- | -------------- | ----------------- | ------------- | ------- | --------- |
| Delfín              | 4 - 1     | Unión Española | Rafael Vera Yépez | 13 de febrero | 12:00   | Tu Cancha |
| Atlético Fluminense | 0 - 1     | Alianza        | Rafael Vera Yépez | 13 de febrero | 15:00   | Tu Cancha |

| Fecha 3        | Fecha 3   | Fecha 3             | Fecha 3           | Fecha 3       | Fecha 3 | Fecha 3   |
| Local          | Resultado | Visitante           | Estadio           | Fecha         | Hora    | TV        |
| -------------- | --------- | ------------------- | ----------------- | ------------- | ------- | --------- |
| Alianza        | 4 - 5     | Delfín              | Rafael Vera Yépez | 14 de febrero | 11:00   | Tu Cancha |
| Unión Española | 1 - 2     | Atlético Fluminense | Rafael Vera Yépez | 14 de febrero | 14:00   | Tu Cancha |

#### Grupo C

##### Clasificación
| Pos. | Equipo               | Pts. | PJ | G | E | P | GF | GC | Dif. |  |
| ---- | -------------------- | ---- | -- | - | - | - | -- | -- | ---- |  |
| 1    | Espuce               | 6    | 3  | 2 | 0 | 1 | 5  | 2  | +3   |  |
| 2    | Sport Jc             | 4    | 3  | 1 | 1 | 1 | 1  | 1  | 0    |  |
| 3    | Universidad Católica | 4    | 3  | 1 | 1 | 1 | 3  | 4  | −1   |  |
| 4    | Aucas                | 3    | 3  | 1 | 0 | 2 | 4  | 6  | −2   |  |

Actualizado a los partidos jugados el 14 de febrero de 2021.
 Fuente: CONFA
|  | Clasificados a la Segunda Etapa. |

##### Evolución de la clasificación
| Equipo / Fecha       | 01 | 02 | 03 |
| -------------------- | -- | -- | -- |
| Espuce               | 1  | 1  | 1  |
| Sport Jc             | 3  | 3  | 2  |
| Universidad Católica | 4  | 4  | 3  |
| Aucas                | 2  | 2  | 4  |

##### Resultados
| Fecha 1 | Fecha 1   | Fecha 1              | Fecha 1              | Fecha 1       | Fecha 1 | Fecha 1   |
| Local   | Resultado | Visitante            | Estadio              | Fecha         | Hora    | TV        |
| ------- | --------- | -------------------- | -------------------- | ------------- | ------- | --------- |
| Aucas   | 1 - 0     | Sport Jc             | Casa de la Selección | 12 de febrero | 11:00   | Tu Cancha |
| Espuce  | 2 - 0     | Universidad Católica | Casa de la Selección | 12 de febrero | 14:00   | Tu Cancha |

| Fecha 2  | Fecha 2   | Fecha 2              | Fecha 2              | Fecha 2       | Fecha 2 | Fecha 2   |
| Local    | Resultado | Visitante            | Estadio              | Fecha         | Hora    | TV        |
| -------- | --------- | -------------------- | -------------------- | ------------- | ------- | --------- |
| Sport Jc | 0 - 0     | Universidad Católica | Casa de la Selección | 13 de febrero | 11:00   | Tu Cancha |
| Aucas    | 1 - 3     | Espuce               | Casa de la Selección | 13 de febrero | 14:00   | Tu Cancha |

| Fecha 3              | Fecha 3   | Fecha 3   | Fecha 3              | Fecha 3       | Fecha 3 | Fecha 3   |
| Local                | Resultado | Visitante | Estadio              | Fecha         | Hora    | TV        |
| -------------------- | --------- | --------- | -------------------- | ------------- | ------- | --------- |
| Espuce               | 0 - 1     | Sport Jc  | Casa de la Selección | 14 de febrero | 11:00   | Tu Cancha |
| Universidad Católica | 3 - 2     | Aucas     | Casa de la Selección | 14 de febrero | 14:00   | Tu Cancha |

#### Grupo D

##### Clasificación
| Pos. | Equipo      | Pts. | PJ | G | E | P | GF | GC | Dif. |  |
| ---- | ----------- | ---- | -- | - | - | - | -- | -- | ---- |  |
| 1    | Cumandá     | 6    | 3  | 2 | 0 | 1 | 3  | 2  | +1   |  |
| 2    | J Tsachila  | 4    | 3  | 1 | 1 | 1 | 5  | 3  | +2   |  |
| 3    | Mushuc Runa | 4    | 3  | 1 | 1 | 1 | 2  | 2  | 0    |  |
| 4    | Las Palmas  | 3    | 3  | 1 | 0 | 2 | 1  | 4  | −3   |  |

Actualizado a los partidos jugados el 14 de febrero de 2021.
 Fuente: CONFA
|  | Clasificados a la Segunda Etapa. |

##### Evolución de la clasificación
| Equipo / Fecha | 01 | 02 | 03 |
| -------------- | -- | -- | -- |
| Cumandá        | 1  | 2  | 1  |
| J Tsachila     | 4  | 4  | 2  |
| Mushuc Runa    | 2  | 1  | 3  |
| Las Palmas     | 3  | 3  | 4  |

##### Resultados
| Fecha 1    | Fecha 1   | Fecha 1     | Fecha 1            | Fecha 1       | Fecha 1 | Fecha 1   |
| Local      | Resultado | Visitante   | Estadio            | Fecha         | Hora    | TV        |
| ---------- | --------- | ----------- | ------------------ | ------------- | ------- | --------- |
| Las Palmas | 0 - 1     | Mushuc Runa | Municipal de Shell | 12 de febrero | 14:15   | Tu Cancha |
| Cumandá    | 2 - 1     | J Tsachila  | Municipal de Shell | 12 de febrero | 16:45   | Tu Cancha |

| Fecha 2    | Fecha 2   | Fecha 2     | Fecha 2            | Fecha 2       | Fecha 2 | Fecha 2   |
| Local      | Resultado | Visitante   | Estadio            | Fecha         | Hora    | TV        |
| ---------- | --------- | ----------- | ------------------ | ------------- | ------- | --------- |
| J Tsachila | 1 - 1     | Mushuc Runa | Municipal de Shell | 13 de febrero | 10:30   | Tu Cancha |
| Cumandá    | 0 - 1     | Las Palmas  | Municipal de Shell | 13 de febrero | 12:30   | Tu Cancha |

| Fecha 3    | Fecha 3   | Fecha 3     | Fecha 3            | Fecha 3       | Fecha 3 | Fecha 3   |
| Local      | Resultado | Visitante   | Estadio            | Fecha         | Hora    | TV        |
| ---------- | --------- | ----------- | ------------------ | ------------- | ------- | --------- |
| Las Palmas | 0 - 3     | J Tsachila  | Municipal de Shell | 14 de febrero | 09:00   | Tu Cancha |
| Cumandá    | 1 - 0     | Mushuc Runa | Municipal de Shell | 14 de febrero | 14:00   | Tu Cancha |

## Segunda Etapa

#### Grupo 1

##### Clasificación
| Pos. | Equipo           | Pts. | PJ | G | E | P | GF | GC | Dif. |  |
| ---- | ---------------- | ---- | -- | - | - | - | -- | -- | ---- |  |
| 1    | Ñusta            | 7    | 3  | 2 | 1 | 0 | 5  | 2  | +3   |  |
| 2    | Delfín           | 5    | 3  | 1 | 2 | 0 | 7  | 4  | +3   |  |
| 3    | Alianza          | 3    | 3  | 1 | 0 | 2 | 4  | 7  | −3   |  |
| 4    | Antonio Valencia | 1    | 3  | 0 | 1 | 2 | 4  | 7  | −3   |  |

Actualizado a los partidos jugados el 28 de febrero de 2021.
 Fuente: CONFA
|  | Clasificados a la Tercera Etapa. |

##### Evolución de la clasificación
| Equipo / Fecha   | 01 | 02 | 03 |
| ---------------- | -- | -- | -- |
| Ñusta            | 2  | 1  | 1  |
| Delfín           | 1  | 2  | 2  |
| Alianza          | 4  | 4  | 3  |
| Antonio Valencia | 3  | 3  | 4  |

##### Resultados
| Fecha 1 | Fecha 1   | Fecha 1          | Fecha 1   | Fecha 1       | Fecha 1 | Fecha 1   |
| Local   | Resultado | Visitante        | Estadio   | Fecha         | Hora    | TV        |
| ------- | --------- | ---------------- | --------- | ------------- | ------- | --------- |
| Delfín  | 4 - 1     | Alianza          | Cazhapata | 26 de febrero | 12:30   | Tu Cancha |
| Ñusta   | 2 - 1     | Antonio Valencia | Cazhapata | 26 de febrero | 15:30   | Tu Cancha |

| Fecha 2          | Fecha 2   | Fecha 2   | Fecha 2                   | Fecha 2       | Fecha 2 | Fecha 2   |
| Local            | Resultado | Visitante | Estadio                   | Fecha         | Hora    | TV        |
| ---------------- | --------- | --------- | ------------------------- | ------------- | ------- | --------- |
| Antonio Valencia | 2 - 2     | Delfín    | Alejandro Serrano Aguilar | 27 de febrero | 12:00   | Tu Cancha |
| Ñusta            | 2 - 0     | Alianza   | Alejandro Serrano Aguilar | 27 de febrero | 15:00   | Tu Cancha |

| Fecha 3 | Fecha 3   | Fecha 3          | Fecha 3                   | Fecha 3       | Fecha 3 | Fecha 3   |
| Local   | Resultado | Visitante        | Estadio                   | Fecha         | Hora    | TV        |
| ------- | --------- | ---------------- | ------------------------- | ------------- | ------- | --------- |
| Alianza | 3 - 1     | Antonio Valencia | Alejandro Serrano Aguilar | 14 de febrero | 09:00   | Tu Cancha |
| Ñusta   | 1 - 1     | Delfín           | Alejandro Serrano Aguilar | 14 de febrero | 12:00   | Tu Cancha |

#### Grupo 2

##### Clasificación
| Pos. | Equipo     | Pts. | PJ | G | E | P | GF | GC | Dif. |  |
| ---- | ---------- | ---- | -- | - | - | - | -- | -- | ---- |  |
| 1    | Sport Jc   | 9    | 3  | 3 | 0 | 0 | 11 | 2  | +9   |  |
| 2    | Espuce     | 6    | 3  | 2 | 0 | 1 | 7  | 4  | +3   |  |
| 3    | J Tsachila | 3    | 3  | 1 | 0 | 2 | 4  | 10 | −6   |  |
| 4    | Cumandá    | 0    | 3  | 0 | 0 | 3 | 3  | 9  | −6   |  |

Actualizado a los partidos jugados el 28 de febrero de 2021.
 Fuente: CONFA
|  | Clasificados a la Segunda Etapa. |

##### Evolución de la clasificación
| Equipo / Fecha | 01 | 02 | 03 |
| -------------- | -- | -- | -- |
| Sport Jc       | 2  | 1  | 1  |
| Espuce         | 1  | 2  | 2  |
| J Tsachila     | 4  | 4  | 3  |
| Cumandá        | 3  | 3  | 4  |

##### Resultados
| Fecha 1  | Fecha 1   | Fecha 1    | Fecha 1              | Fecha 1       | Fecha 1 | Fecha 1   |
| Local    | Resultado | Visitante  | Estadio              | Fecha         | Hora    | TV        |
| -------- | --------- | ---------- | -------------------- | ------------- | ------- | --------- |
| Espuce   | 3 - 1     | J Tsachila | Casa de la Selección | 26 de febrero | 11:00   | Tu Cancha |
| Sport Jc | 3 - 1     | Cumandá    | Casa de la Selección | 26 de febrero | 14:00   | Tu Cancha |

| Fecha 2    | Fecha 2   | Fecha 2   | Fecha 2              | Fecha 2       | Fecha 2 | Fecha 2   |
| Local      | Resultado | Visitante | Estadio              | Fecha         | Hora    | TV        |
| ---------- | --------- | --------- | -------------------- | ------------- | ------- | --------- |
| J Tsachila | 1 - 7     | Sport Jc  | Casa de la Selección | 13 de febrero | 11:00   | Tu Cancha |
| Cumandá    | 2 - 4     | Espuce    | Casa de la Selección | 13 de febrero | 14:00   | No Tiene  |

| Fecha 3    | Fecha 3   | Fecha 3   | Fecha 3              | Fecha 3       | Fecha 3 | Fecha 3   |
| Local      | Resultado | Visitante | Estadio              | Fecha         | Hora    | TV        |
| ---------- | --------- | --------- | -------------------- | ------------- | ------- | --------- |
| J Tsachila | 2 - 0     | Cumandá   | Casa de la Selección | 14 de febrero | 11:00   | Tu Cancha |
| Sport Jc   | 1 - 0     | Espuce    | Casa de la Selección | 14 de febrero | 14:00   | Tu Cancha |

## Tercera Etapa

#### Clasificación
| Pos. | Equipo   | Pts. | PJ | G | E | P | GF | GC | Dif. |  |
| ---- | -------- | ---- | -- | - | - | - | -- | -- | ---- |  |
| 1    | Sport Jc | 7    | 3  | 2 | 1 | 0 | 3  | 1  | +2   |  |
| 2    | Espuce   | 6    | 3  | 2 | 0 | 1 | 6  | 2  | +4   |  |
| 3    | Delfín   | 4    | 3  | 1 | 1 | 1 | 3  | 5  | −2   |  |
| 4    | Ñusta    | 0    | 3  | 0 | 0 | 3 | 1  | 5  | −4   |  |

Actualizado a los partidos jugados el 7 de marzo de 2021.
 Fuente: CONFA
|  | Ascienden a la Súperliga Femenina 2021. |

#### Evolución de la clasificación
| Equipo / Fecha | 01 | 02 | 03 |
| -------------- | -- | -- | -- |
| Sport Jc       | 2  | 2  | 1  |
| Espuce         | 1  | 1  | 2  |
| Delfín         | 3  | 4  | 3  |
| Ñusta          | 4  | 3  | 4  |

#### Resultados
| Fecha 1  | Fecha 1   | Fecha 1   | Fecha 1              | Fecha 1    | Fecha 1 | Fecha 1   |
| Local    | Resultado | Visitante | Estadio              | Fecha      | Hora    | TV        |
| -------- | --------- | --------- | -------------------- | ---------- | ------- | --------- |
| Ñusta    | 0 - 1     | Espuce    | Casa de la Selección | 5 de marzo | 11:00   | Tu Cancha |
| Sport Jc | 0 - 0     | Delfín    | Casa de la Selección | 5 de marzo | 14:00   | Tu Cancha |

| Fecha 2 | Fecha 2   | Fecha 2   | Fecha 2              | Fecha 2    | Fecha 2 | Fecha 2   |
| Local   | Resultado | Visitante | Estadio              | Fecha      | Hora    | TV        |
| ------- | --------- | --------- | -------------------- | ---------- | ------- | --------- |
| Ñusta   | 0 - 1     | Sport Jc  | Casa de la Selección | 6 de marzo | 11:00   | Tu Cancha |
| Delfín  | 0 - 4     | Espuce    | Casa de la Selección | 6 de marzo | 14:00   | Tu Cancha |

| Fecha 3 | Fecha 3   | Fecha 3   | Fecha 3              | Fecha 3       | Fecha 3 | Fecha 3   |
| Local   | Resultado | Visitante | Estadio              | Fecha         | Hora    | TV        |
| ------- | --------- | --------- | -------------------- | ------------- | ------- | --------- |
| Ñusta   | 1 - 3     | Delfín    | Casa de la Selección | 14 de febrero | 09:00   | Tu Cancha |
| Espuce  | 1 - 2     | Sport Jc  | Casa de la Selección | 14 de febrero | 12:00   | Tu Cancha |

### Campeón
| Archivo:SPORT JC FLAG.png   |
| Campeón Sport JC 1.° título |

### Estadísticas

#### Goleadoras
|     | Jugador            | Equipo                             |   |
| --- | ------------------ | ---------------------------------- | - |
| 1.  | Geismar Cabeza     | Ñusta                              | 7 |
| 2.  | Angelica Guerrero  | Delfín                             | 6 |
| 3.  | María José Delgado | Espuce                             | 6 |
| 4.  | Nicole Simisterra  | Ñusta                              | 5 |
| 5.  | Ana Hernández      | Alianza                            | 5 |
| 6.  | Ginelly Martínez   | Espuce                             | 4 |
| 7.  | Gabriela Angulo    | J Tsachila                         | 4 |
| 8.  | Tomasa Yugcha      | Archivo:SPORT JC FLAG.png Sport Jc | 3 |
| 9.  | Idalys Pérez       | Espuce                             | 3 |
| 10. | Sonia Ferrín       | Archivo:SPORT JC FLAG.png Sport Jc | 2 |

- Datos: Q111688136